# Nachlassvertrag
Ein Nachlassvertrag ist ein Instrument des schweizerischen Sanierungsrechts. Er kommt im Nachlassverfahren gem. Art. 293 ff. SchKG zustande; in der Regel geht einem Nachlassvertrag eine Nachlassstundung voraus. Ein Nachlassvertrag kann jedoch auch aus einem Konkurs heraus abgeschlossen werden. Es gibt gerichtliche und aussergerichtliche Nachlassverträge. Gerichtliche Nachlassverträge werden vom Nachlassgericht genehmigt und binden grundsätzlich alle Gläubiger. Aussergerichtliche erfahren keine gerichtliche Bestätigung und binden nur die zustimmenden Gläubiger.
Teilweise wird mit einem Nachlassvertrag auch eine Liquidation angestrebt (Liquidationsvergleich), was eigentlich systemwidrig ist.
Ziel des Nachlassverfahrens ist die Schuldensanierung von Unternehmungen und Privatpersonen, um einen Konkurs zu verhindern. Normalerweise stellt der Schuldner den Antrag zur Durchführung eines Nachlassverfahrens.
Ein Schuldner, der einen Nachlassvertrag erlangen will, muss dem Nachlassrichter ein begründetes Gesuch und den Entwurf eines Nachlassvertrages einreichen. Er hat dem Gesuch eine Bilanz und eine Betriebsrechnung oder entsprechende Unterlagen beizulegen, aus denen seine Vermögens-, Ertrags- oder Einkommenslage ersichtlich ist, sowie ein Verzeichnis seiner Geschäftsbücher, wenn er verpflichtet ist, solche zu führen. (SchKG Art. 293 Abs. 1)